# كيم أولسن
كيم اولسن (بالدنماركية: Kim Olsen)‏ (و. 1979  م) هو لاعب كرة قدم، من الدنمارك، ولد في الدنمارك، يلعب كمهاجم.

## روابط خارجية
- كيم أولسن على موقع اتحاد السويد (السويدية)
- كيم أولسن على موقع قاعدة بيانات كرة القدم.إي يو (الإنجليزية)
- كيم أولسن على موقع عالم كرة القدم.نت (الإنجليزية)